# 太平洋水珍魚
太平洋水珍魚，為輻鰭魚綱水珍魚目水珍魚科的其中一種，分布於東太平洋區，從美國奧勒岡州至墨西哥下加利福尼亞半島海域，水深11-274公尺，體長可達22公分，棲息在表、中底層水域，生活習性不明。

## 扩展阅读
維基物種上的相關：太平洋水珍魚